# Virág Imre (matematikus)
Virág Imre (Bibarcfalva, 1931. szeptember 7. – Budapest, 2015. szeptember 14.) erdélyi magyar matematikus, egyetemi tanár.

## Életpályája
Sepsiszentgyörgyön érettségizett, majd 1954-ben a kolozsvári Bolyai Tudományegyetemen matematikatanári oklevelet szerzett. 1954-től a Bolyai, majd az egyesített Babeș–Bolyai Tudományegyetem oktatója: tanársegéd (1958–1959), adjunktus (1959–1974), docens (1974–1990), majd  1990-től egyetemi tanár. 1970-ben szerezte meg a doktori fokozatot Gh. Pic irányításával. 1997-ben feleségével Magyarországra költözött az ott élő lányához.

## Munkássága
Kutatási területe az absztrakt algebra, azon belül a csoportelmélet.
Szakcikkei a Bull. Acad. Polonaise; Coll. Math. Soc. János Bolyai; Studia Univ. Babeş-Bolyai 
Math.; Rev. Roum. Math. Pure Appl.; Mathematica szakfolyóiratokban, illetve sorozatokban 
jelentek meg. 1978–1989 között több középiskolai matematika tankönyvet fordított románból. 

### Könyvei
- A relációelmélet elemei (Maurer I. Gyulával, Dacia Kiadó, Kolozsvár., 1972)
- Bevezetés a struktúrák elméletébe (Maurer I. Gyulával, Dacia Kiadó, Kolozsvár 1976.

### Válogatás cikkeiből
- Virág, Imre: Complements of normal subgroups in finite groups. Mathematica (Cluj) 38(61) (1996), no. 1-2, 227–229.
- Virág, I.: Generalization of certain theorems on p-subgroups. Mathematica (Cluj) 37(60) (1995), no. 1-2, 239–242.
- Virág, I.: On factorization of group. Studia Univ. Babeș-Bolyai Math. 40 (1995), no. 2, 1–7.
- Virág, Imre: Notes of finite nilpotent quotient groups. Proceedings of the Conference on Algebra (Cluj-Napoca, 1991), 127–130, Preprint, 92-1, Babeș-Bolyai Univ., Cluj-Napoca, 1992.
- Virág, Imre: On finite π-splitting groups over a subgroup. Seminar of Algebra, 35–40, Preprint, 88-5, Univ. Babeș-Bolyai, Cluj-Napoca, 1988.
- Virág, I.: On nilpotent quotient groups of finite groups. Mathematica (Cluj) 30(53) (1988), no. 1, 89–92.
- Virág, I.: Normal π-complements in finite groups. Studia Univ. Babeș-Bolyai Math. 31 (1986), no. 3, 16–20.
- Virág, I.: On relative normal complements in finite groups. Mathematica (Cluj) 28(51) (1986), no. 1, 79–82.
- Maurer, I. Gy.; Virág, I.: On certain decompositions of multioperator groups. Universal algebra (Esztergom, 1977), pp. 515–524, Colloq. Math. Soc. János Bolyai, 29, North-Holland, Amsterdam-New York, 1982.
- Virág, I.: A note on a theorem of Frobenius. Mathematica (Cluj) 20(43) (1978), no. 1, 89–90..
- Maurer, I. Gy.; Virág, I.: Sur les classes de tolérance d'une algèbre universelle.  Publ. Math. Debrecen 25 (1978), no. 3-4, 237–240.
- Virág, I.: Systèmes réguliers de Ω-sous-groupes d'un Ω-groupe. I. Studia Univ. Babeș-Bolyai Ser. Math.-Mech. 15 (1970) fasc. 2, 3–7.
- Virág, I.: Some properties of finite groups with solvable and nilpotent maximal subgroup. Rev. Roumaine Math. Pures Appl. 15 (1970) 743–748.
- Maurer, Iulius Gy.; Virág, Imre: Quelques observations sur les sous-groupes normaux complètement réductibles d'un groupe. Atti Accad. Naz. Lincei Rend. Cl. Sci. Fis. Mat. Natur. (8) 46 (1969) 659–663.
- Virág, I:. Über die Zerlegung von Gruppen.  Studia Univ. Babeș-Bolyai Ser. Math.-Phys. 14 1969 no. 1, 11–16.
- Maurer, I. Gy.; Virág, I.: Note on Cayley's grouptheoretical theorem. Ann. Univ. Sci. Budapest. Eötvös Sect. Math. 10 (1967) 55–56.
- Maurer, I. Gy.; Virág, I.: Eine Verallgemeinerung des direkten Produktes.  Bull. Acad. Polon. Sci. Sér. Sci. Math. Astronom. Phys. 15 (1967) 61–69.
- Maurer, I. Gy.; Purdea, I.; Virág, I.: Une topologie dans l'espace des applications univoques d'un ensemble. Bull. Math. Soc. Sci. Math. Phys. R. P. Roumaine (N.S.) 6 (54) (1964) 195–206.
- Maurer, I. Gy.; Virág, I.: Observations on the normal form of the elements of a group.  Studia Univ. Babeș-Bolyai Ser. Math.-Phys. 7 (1962) no. 1, 19–23.
- Maurer, I. Gy.; Virág, I.: Gewisse Untersuchungen über den Quotientenring eines kommutativen Ringes. Bull. Math. Soc. Sci. Math. Phys. R. P. Roumaine (N.S.) 4 (52) (1960) 69–74.